# Polyneuropathie
Polyneuropathie is een aandoening van het zenuwstelsel. Meestal betreft het meerdere perifere zenuwen tegelijk die ver verwijderd zijn van het ruggenmerg. Geleidelijk aan worden de beschadigingen aan deze zenuwen steeds erger.

## Verschijnselen
Als verschijnselen van polyneuropathie kunnen onder andere optreden:
- een branderige pijn; voortdurend of vooral bij aanraking,
- tintelingen,
- gevoelloosheid voor pijn of verminderd gevoel in handen of voeten,
- open huidzweren,
- 'kussentjesgevoel' onder de voeten,
- spierzwakte (myasthenie),
- spierverdunning (spieratrofie) en
- overbelasting van gewrichten.

## Vormen en oorzaken
| Vorm                       | Oorzaak |
| -------------------------- | --- |
| Acute polyneuropathie      | onder andere het syndroom van Guillain-Barré, waarschijnlijk een auto-immuunreactie (vaak met toenemende spierzwakte en spierverlamming), CIDP.                                                                                         |
| Chronische polyneuropathie | onder andere een stofwisselingsaandoening of ondervoeding waardoor een vitamine B-tekort ontstaat, nieraandoeningen, tumoren en diabetische polyneuropatie (met als verschijnsel een tintelend en branderig gevoel in handen en voeten) |
| Erfelijke polyneuropathie  | onder andere de ziekte van Charcot-Marie-Tooth en de ziekte van Déjerine-Sottas |

Andere oorzaken zijn:
- levercirrose,
- infectieziekten als buiktyfus, lepra en botulisme,
- ontstekingsziekten als syndroom van Sjögren en ziekte van Crohn
- exogene toxinen als lood, arseen, thallium, alcohol en soms medicatie,
- diabetes mellitus en
- een overdosis of te weinig vitamine B6
- langdurig alcoholmisbruik
- Ataxie van Friedreich[1]
- Multiple Organ Failure

Kan geen oorzaak gevonden worden, dan spreekt men van een idiopathische polyneuropathie. Een voorbeeld: chronische idiopathische axonale polyneuropathie (CIAP)

## Behandeling
- Als het mogelijk is wordt de oorzaak weggehaald
- Verlichting van de symptomen
- Oefentherapie
- Ergotherapie
- Fysiotherapie
- Logopedie
- Medicijnen die de werking van het immuunsysteem verbeteren en ontstekingsremmers (corticosteroïden)
- Ziekenhuisopname
- Beademing
- Operatie
- Elektrostimulatie